# Бамберг
Бамберг (на немски: Bamberg) е град в Германия, провинция Бавария, регион Горна Франкония.
Разположен е на река Регниц (Regnitz) във Франконската койпер-лиасова равнина. Градът е важен университетски център с един университет и един колеж. През 1993 г. старият град е включен в списъка на световното културно наследство на ЮНЕСКО.

## История
Най-старите реликти на бамбергската предистория са най-вероятно откритите през 19 век Бамбергски идолопоклоннически статуи (Bamberger Götzen). През 902 г. се споменава за първи път укрепено населено място Каструм Бабенберх (Castrum Babenberch) на хълма на днешната катедрала. Градът е принадлежал на източнофранконския аристократичен род Бабенбергер, който през 903 г. загубил ленното си владение в покрайнините на града в кървава вражда с рейн-франконския род на Конрадинер.

## Климат
Климатът в тази област е много мек, като има съвсем леки разлики между температурните минимуми и максимуми. Валежите са умерени през цялата година. Средната температура през най-студения месец на годината, януари, е -1,1 °C, а през най-топлия месец, юли, тя е 17,8 °C. Средната годишна температура е 8,5 °C. Най-високата температура, регистрирана някога, е 35,5 °C. Най-ниската температура, регистрирана някога, е -27,5 °C.

## Университет
Университетът в Бамберг е сред най-старите висши училища в Германия, но за провинция Бавария е сравнително млад. Създаден е през 1647 г. от немския епископ Ото Войт фон Залцбург под името „Academia Bambergensis“ и в течение на следващите столетия придобива статут на пълноправен университет с теологически, философски и юридически факултет. През 1803 г. известна част от неговите факултети са преместени в швейцарския град Люцерн. През 1972 г. висшето училище в Бамберг отново получава статута на университет. В наши дни той има повече от 12 хил. студенти и близо 130 професори и друг академичен персонал. Приложната информатика, икономическите науки, културологията и хуманитаристиката традиционно са силно застъпени. Преподава се в следните профилирани направления:
- Езици, включително славянски и ориенталски;
- Средновековие и защита на културното наследство;
- Поведенчески науки: социология, политология, психология;
- Икономика с фокус Европа;
- Приложна информатика.

## Личности
Родени
- Теодор Бовери (1862 – 1915), немски биолог

## Побратимени градове
| Държава        | Град             |
| -------------- | ---------------- |
| Великобритания | Бедфорд          |
| Австрия        | Фелдкирхен       |
| Чехия          | Прага            |
| Австрия        | Филах            |
| Унгария        | Комаром-Естергом |
| Япония         | Нагаока          |

## Kартинна галерия
- Бамберг – Bamberg